# Terapon
Terapon – rodzaj ryb z rodziny Terapontidae

## Występowanie
Wody słodkie, półsłodkie i słone od Morza Czerwonego i wschodnie wybrzeże Afryki poprzez Ocean Indyjski aż po Australię i Wyspy Tonga w płd. części Pacyfiku.

## Klasyfikacja
Gatunki zaliczane do tego rodzaju:
- Terapon jarbua
- Terapon puta
- Terapon theraps